# Ptilium crista-castrensis
Ptilium crista-castrensis és una molsa de distribució cosmopolita de la família de les Hipnàcies, autòctona de Catalunya i present també a gran part de l'Hemisferi Nord. És l'única espècie acceptada del gènere monotípic Ptilium. El seu nom prové del grec clàssic (Ptilion = pluma), referit a les denses ramificacions cobertes de fil·lidis.

## Descripció
Molsa que forma extensos tapissos de color verd clar, generalment coexistint amb altres espècies de molsa. Plantetes d'entre 5 i 20 centímetres de longitud, procumbents o dretes, densament ramificades, un cop pinnades (regularment ramificades) i complanades és a dir ramificacions disposades en un pla. Els Fil·lidis del caulidi són circinats (fulletes en forma de falç), de 2-3 mil·límetres de llargada, de base ovada, presenten plecs longitudinals marcats i són denticulats a la part superior. Els nervis són molt curts i ramificats o bé absents. Els fil·lidis de les ramificacions són sensiblement més estrets que els del caulidi. És una molsa dioica, rarament desenvolupa esperòfit. Esporòfit de seta llarga, càpsula inclinada i opercle cònic.

## Ecologia i distribució
Forma grans catifes en sòls descarbonatats humits i rics en humus de l'estatge subalpí. Poc comuna a Catalunya on la podem trobar en boscos d'avet de l'Alta Ribagorça, la Vall d'Aran i el Ripollès.